# Nehunya ben HaKanah
Nehunya ben HaKanah (ebraico: נחוניה בן הקנה) (Israele, I secolo – II secolo) era un saggio ebreo, rabbino Tanna della 2ª generazione (80 - 110 e.v.).
Secondo la Bava Batra 10b, Neḥunya era contemporaneo ma non discepolo di Yochanan Ben Zakkai. Fu l'insegnante di Ishmael ben Elisha. Neḥunya era ricco e aveva un gran seguito di servi, ma si distingueva per la sua mitezza e natura tollerante, alle quali attribuiva il raggiungimento di vetusta età; due brevi preghiere da lui composte dimostrano le stesse qualità. (vedi anche Tetragramma biblico).

## Analisi
Secondo un'affermazione di Rabbi Yochanan, Neḥunya interpretava l'intera Torah usando la regola ermeneutica nota come "generale e particulare" ("kelal u-feraṭ"), adottata anche dal suo discepolo Rabbi Ishmael come ottava delle sue 13 regole ermeneutiche talmudiche. Neḥunya viene citato frequentemente nel Talmud ed è visto come antagonista di Eliezer e Joshua (vedi tabella in calce) sulla Halakhah in merito ad un passaggio dell'Esodo. Affermava che il Faraone del Libro dell'Esodo venne salvato dal Mar Rosso, che si pentì e che dopo regnò a Ninive, e che fu lui che, al tempo di Giona, esortò gli abitanti di Ninive al pentimento.. Neḥunya è anche noto per il suo detto etico: "Chi riceve su di sé il giogo della Torah, a lui viene rimosso il giogo delle regalità e della mondanità, e colui che getta via il giogo della Torah, su di lui vien posto il giogo della regalità e della mondanità.
Poiché Ishmael ben Elisha, discepolo di Neḥunya, viene considerato dai cabalisti il loro rappresentante principale, Neḥunya è di conseguenza considerato l'insegnante di Ishmael anche in misticismo. Si crede che sia l'autore della preghiera quotidiana che inizia con אנא בכח, le cui iniziali formano il nome di Dio delle quarantadue lettere. Viene inoltre reputato da alcuni di essere l'autore del Sefer haBahir e del Sefer ha-Peli'ah.